# Gran Premio de Checoslovaquia de Motociclismo de 1968
El Gran Premio de Checoslovaquia de Motociclismo de 1968 fue la séptima prueba de la temporada 1968 del Campeonato Mundial de Motociclismo. El Gran Premio se disputó el 21 de julio de 1968 en el Circuito de Brno.

## Resultados 500cc
El campeón mundial Giacomo Agostini también ganó sobre mojado en Checoslovaquia. En vista de la lluvia esperada, tomó una ventaja de un minuto en las primeras cinco vueltas sobre John Cooper con la Seeley. Había tomado el segundo lugar después de que la LinTo de Alberto Pagani hubiera roto una de sus válvulas. Cuando se mojó, Cooper aceleró demasiado rápido en una esquina, lo que lo hizo caer. Jack Findlay quedó en segundo lugar con su McIntyre - Matchless. El tercer lugar fue para Gyula Marsovszky.

| Pos.    | Piloto            | Equipo                   | Tiempo     | Pts. |
| ------- | ----------------- | ------------------------ | ---------- | ---- |
| 1       | Giacomo Agostini  | MV Agusta                | 1h 18:07.0 | 8    |
| 2       | Jack Findlay      | Matchless                | +5:11.1    | 6    |
| 3       | Gyula Marsovszky  | Matchless                | +5:58.1    | 4    |
| 4       | Billie Nelson     | Paton                    | +6:15.9    | 3    |
| 5       | Peter Williams    | Matchless                | +1 Vuelta  | 2    |
| 6       | Dan Shorey        | Norton                   | +1 Vuelta  | 1    |
| 7       | Derek Lee         | Matchless                | +          |      |
| 8       | Bosse Granath     | Seeley                   | +          |      |
| 9       | František Srna    | Jawa                     | +          |      |
| 10      | Errol Cowan       | Metisse                  | +          |      |
| 11      | György Kurucz     | Metisse                  | +          |      |
| 12      | Werner Bergold    | Matchless                |            |      |
| 13      | Paul Eickelberg   | Norton                   |            |      |
| 14      | Pentti Lehtelä    | Matchless                |            |      |
| Ret     | John Dodds        | Norton                   | Ret        |      |
| Ret     | Kel Carruthers    | Norton                   | Ret        |      |
| Ret     | Herbert Denzler   | Matchless                | Ret        |      |
| Ret     | František Šťastný | Jawa                     | Ret        |      |
| Ret     | Stanislav Klatil  | Jawa                     | Ret        |      |
| Ret     | Karl Hoppe        | Matchless                | Ret        |      |
| Ret     | Derek Woodman     | Seeley-Norton            | Ret        |      |
| Ret     | Godfrey Nash      | Norton                   | Ret        |      |
| Ret     | John Cooper       | Seeley-Norton            | Ret        |      |
| Ret     | John Hartle       | Cowles-Métisse-Matchless | Ret        |      |
| Ret     | Rex Butcher       | Norton/ Matchless        | Ret        |      |
| Ret     | Rodney Gould      | Norton                   | Ret        |      |
| Ret     | Ron Chandler      | Seeley                   | Ret        |      |
| Ret     | Alberto Pagani    | Linto                    | Ret        |      |
| Ret     | Keith Turner      | Matchless                | Ret        |      |
| Fuente: |                   |                          |            |      |

## Resultados 350cc
En Checoslovaquia, comenzó a llover fuertemente a mitad de la carrera de 350cc, haciendo que la carrera de 350cc fuera más larga que la de 250cc. Giacomo Agostini volvió a ganar y se aseguraba el título mundial de 350cc. Heinz Rosner quedó segundo con la MZ dos cilindros y František Šťastný quedó tercero con la Jawa 350 cc V4.
| Pos. | Piloto             | Equipo    | Tiempo      | Pts. |
| ---- | ------------------ | --------- | ----------- | ---- |
| 1    | Giacomo Agostini   | MV Agusta | 1h04'19"6   | 8    |
| 2    | Heinz Rosner       | MZ        | + 1'25"9    | 6    |
| 3    | František Št'astný | Jawa      | + 2'17"0    | 4    |
| 4    | Kel Carruthers     | Aermacchi | + 2'54"0    | 3    |
| 5    | Karl Hoppe         | Aermacchi | + 3'37"2    | 2    |
| 6    | Billie Nelson      | Norton    | + 3'41"8    | 1    |
| 7    | Jiri Hlavac        |           | + 3'43"7    |      |
| 8    | Rudolf Thalhammer  | Aermacchi | + 1 Vuelta  |      |
| 9    | Herbert Denzler    | Aermacchi | + 1 Vuelta  |      |
| 10   | György Kurucz      | Aermacchi | + 1 Vuelta  |      |
| 11   | Frantisek Toffel   | Jawa      | + 1 Vuelta  |      |
| 12   | Malcolm Stanton    | Ducati    | + 2 Vueltas |      |
| Ret  | Ginger Molloy      | Bultaco   | Ret         |      |

## Resultados 250cc
En el cuarto de litro, Bill Ivy tuvo que comenzar con una inyección analgésica después de haberse lastimado la rodilla en la carrera de 125cc. Realmente no pudo dar batalla a Phil Read y terminó 15 segundos detrás de él. Heinz Rosner no pudo estar a la altura de los Yamahas y quedó en tercer lugar. Después de esta carrera, surgió una discusión entre Phil Read y Bill Ivy. Ivy pensó que Read debería haberlo dejado ganar, como había ordenado la dirección de Yamaha. Ivy aparentemente había frenado repetidamente en carreras anteriores en 125cc para que Read ganara. Esta discusión tuvo lugar en público y todavía fue un tema de discusión semanas más tarde durante el Gran Premio de Finlandia.

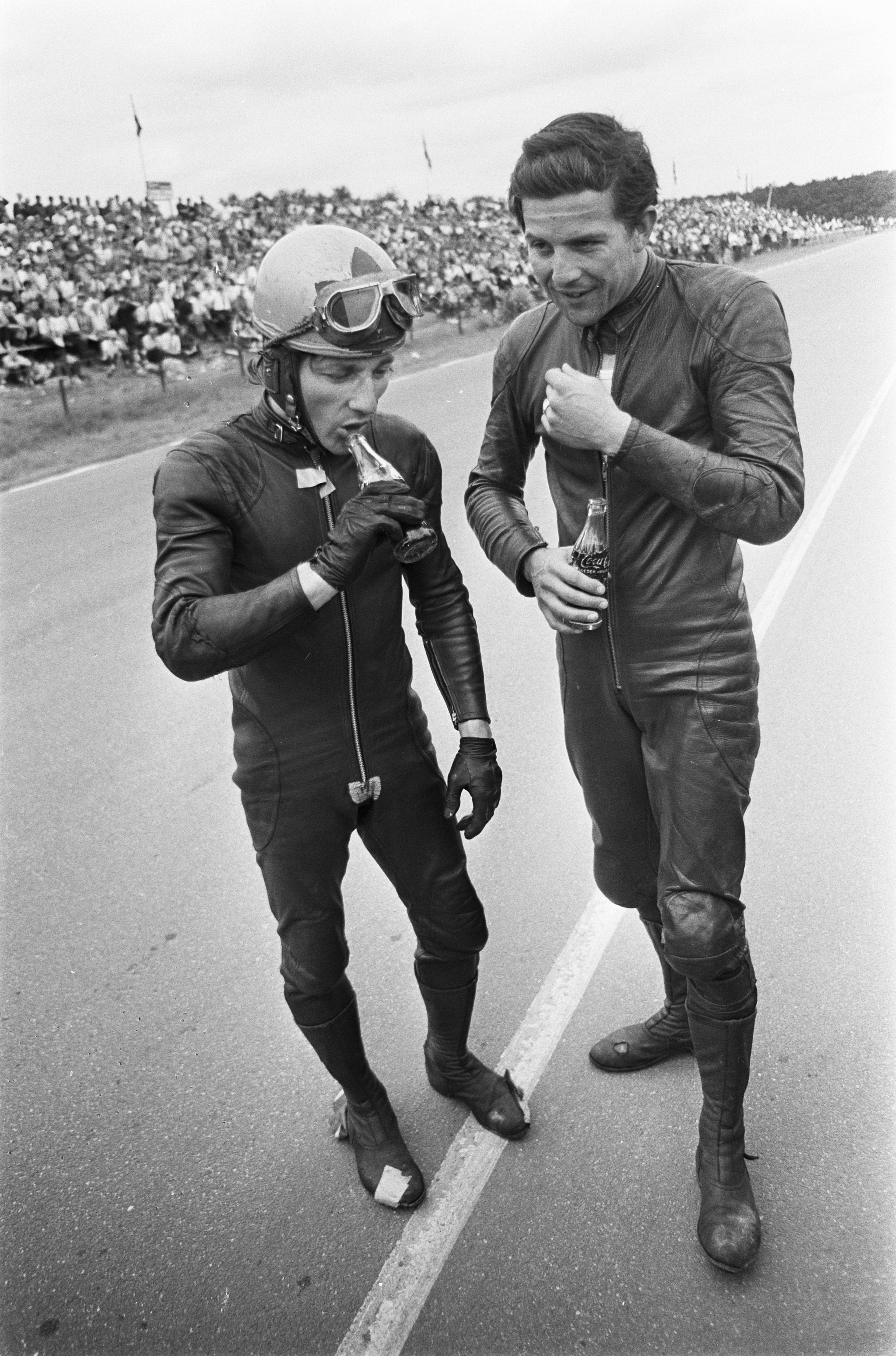
Bill Ivy y Phil Read en el GP de Checoslovaquia.

| Pos. | Piloto           | Moto      | Tiempo     | Pts. |
| ---- | ---------------- | --------- | ---------- | ---- |
| 1    | Phil Read        | Yamaha    | 50' 39" 4  | 8    |
| 2    | Bill Ivy         | Yamaha    | + 14" 5    | 6    |
| 3    | Heinz Rosner     | MZ        | + 46" 0    | 4    |
| 4    | Rodney Gould     | Yamaha    | +1' 49" 2  | 3    |
| 5    | Gilberto Milani  | Aermacchi | +3' 12" 7  | 2    |
| 6    | Ginger Molloy    | Bultaco   | +3' 14" 1  | 1    |
| 7    | Jack Findlay     | Bultaco   | +4'04"0    |      |
| 8    | Bohumil Stasa    | ČZ        | +4'42"9    |      |
| 9    | Graham Dickson   | Bultaco   | + 1 Vuelta |      |
| 10   | Janos Reisz      | Jawa      | + 1 Vuelta |      |
| 11   | Keith Turner     | Aermacchi | + 1 Vuelta |      |
| 12   | František Boček  | Jawa      | + 1 Vuelta |      |
| 13   | László Szabó     | ČZ        | + 1 Vuelta |      |
| 14   | Jan Novotny      | Jawa      | + 1 Vuelta |      |
| 15   | Stanislav Klatil | Jawa      | + 1 Vuelta |      |
| 16   | Josef Hajmala    | Jawa      | + 1 Vuelta |      |
| 17   | Frantisek Tofel  | Jawa      | + 1 Vuelta |      |
| 18   | Paul Eickelberg  | Aermacchi | + 1 Vuelta |      |
| 19   | Lasse Johansson  | Yamaha    | + 1 Vuelta |      |
| Ret  | Kent Andersson   | Yamaha    | Ret        |      |

## Resultados 125cc
Phil Read también ganó en Brno y algunos pensaron que ya tenía el título mundial. Ya se sabía entonces que el Gran Premio de Japón de ese año casi con certeza nos e disputaría por lo que Read era virtualmente campeón mundial. En Checoslovaquia, László Szabó quedó en segundo lugar con el MZ RE 125 porque Bill Ivy cayó y se lesiónó. Günter Bartusch volvió a ser tercero después de que Heinz Rosner se retirara.

| Pos. | Piloto             | Moto    | Tiempo     | Pts. |
| ---- | ------------------ | ------- | ---------- | ---- |
| 1    | Phil Read          | Yamaha  | 48' 46" 3  | 8    |
| 2    | László Szabó       | MZ      | +2' 45" 9  | 6    |
| 3    | Günter Bartusch    | MZ      | +3' 30" 7  | 4    |
| 4    | Dieter Braun       | MZ      | +3' 31" 1  | 3    |
| 5    | Lothar John        | MZ      | +4' 35" 6  | 2    |
| 6    | János Reisz        | MZ      | +5' 09" 0  | 1    |
| 7    | Walter Scheimann   | Honda   | +5'20"6    |      |
| 8    | David Lloyd        | Honda   |            |      |
| 9    | Ryszard Mankiewicz | MZ      |            |      |
| 10   | M. Sigera          | MZ      |            |      |
| 11   | Herbert Denzler    | MZ      |            |      |
| 12   | Josef Hejmala      | ČZ      | + 1 Vuelta |      |
| 13   | T. Dannoy          | Honda   | + 1 Vuelta |      |
| 14   | John Dodds         | Bultaco | + 1 Vuelta |      |
| 15   | Siegfried Lohmann  | MZ      | + 1 Vuelta |      |
| 16   | Otto Krmicek       | ČZ      | + 1 Vuelta |      |
| Ret  | Heinz Rosner       | MZ      | Ret        |      |
| Ret  | Bill Ivy           | Yamaha  | Ret        |      |